# Märklin
Märklin es una compañía alemana fabricante de juguetes, fundada en 1859 y ubicada en Göppingen (Baden-Wurtemberg).
Inicialmente la empresa estaba especializada en casas de muñecas, pero, hoy en día, es más conocida por diseñar modelos a escala de ferrocarriles y juegos técnicos. En algunas partes de Alemania el nombre de la compañía es casi sinónimo de ferrocarriles a escala.
Los trenes Märklin antiguos son considerados como altamente coleccionables, y los modelos actuales que produce la firma alemana son muy apreciados tanto entre los aficionados como entre los profesionales.

## Historia

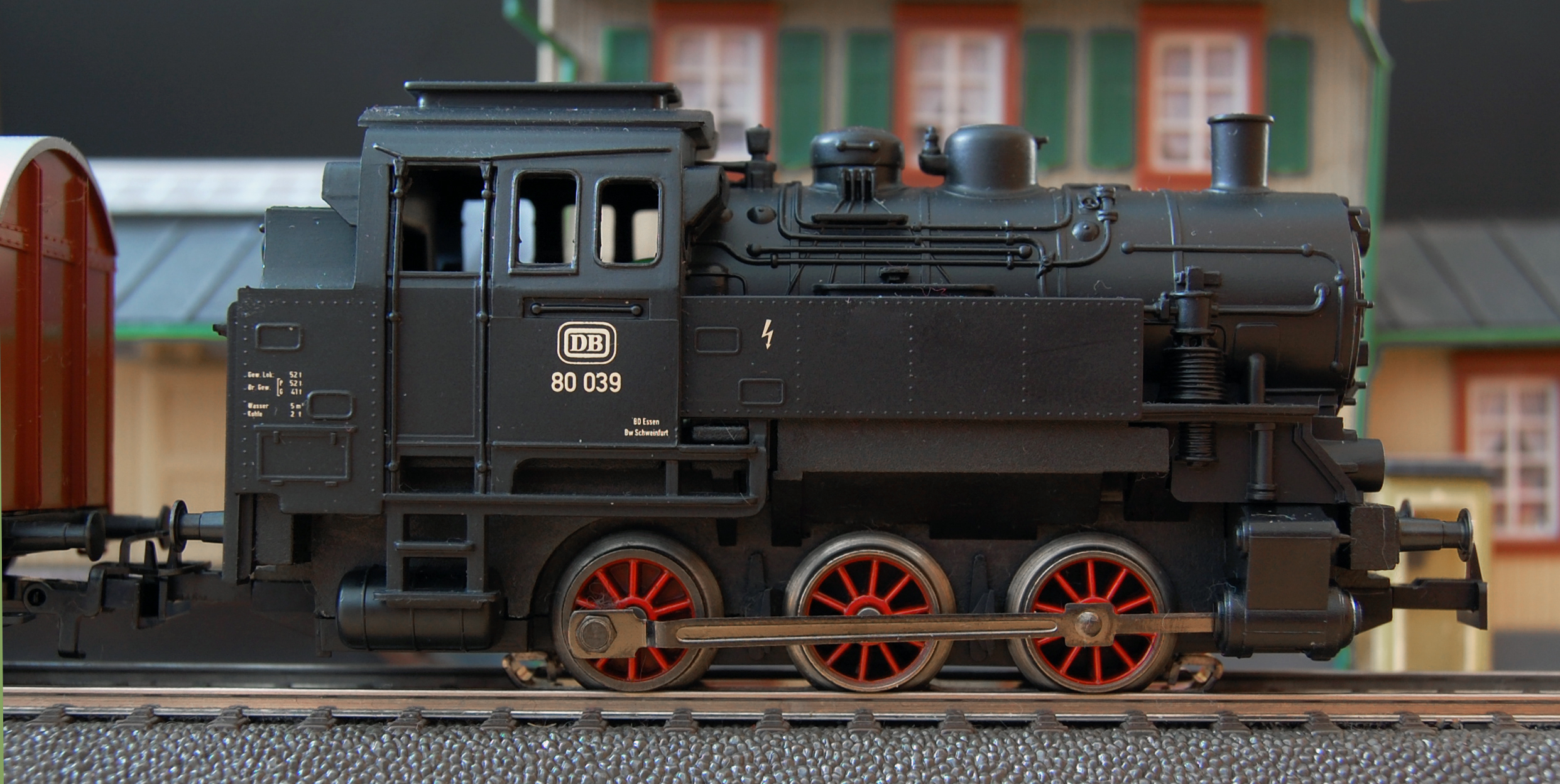
Un modelo simple de Märklin

En 1891, Märklin lanzó su primer tren con motor de cuerda, que corría por una pista ampliable, de modo que el juguete tenía la posibilidad, como solía ser el caso de las casas de muñecas, de ir creciendo paulatinamente. La existencia de accesorios y el lanzamiento de novedades, año tras año, invitaba a realizar nuevas compras tras la adquisición inicial. Con este fin, Märklin siguió ofreciendo periódicamente nuevo material rodante, pistas y accesorios.
Märklin es responsable por la creación de varios estándares de ancho de vía, o escalas, populares en el modelismo ferroviario, con la excepción de la escala N y la escala Ancha. En 1891 definió las escalas del 1 al 5 como estándares para los trenes de juguete y los presentó en la Feria del Juguete de Leipzig (Leipzig Toy Fair), que rápidamente se convirtieron en estándares internacionales. Märklin continuó con la definición de la escala 0 (para algunos según diferentes versiones desde el año 1895 o hasta el 1901), la escala H0 (llamada HO en algunos países) que viene de Half-0, se definió en 1935, y la diminuta escala Z, (1:220) en 1972- las escala más pequeña en el mundo de las escalas, bajo el nombre de Mini-Club (el nombre de escala Z fue asignado después de que la línea de este producto fue introducida). Mini-Club fue desarrollada como respuesta a la introducción de la escala N por Arnold Rápido.
En la actualidad Märklin fabrica y comercializa trenes y accesorios en las escalas: 1, H0, y Z.

## Adquisiciones
En los años 1960, Märklin adquirió HAMO, una empresa que producía modelos con corriente continua, ofreciendo modelos con este tipo de corriente en la escala H0.
En 1994, Märklin adquirió al fabricante de modelos de trenes Trix, con sede en Núremberg, produciendo las escalas H0 y N también basadas en corriente continua (DC).

## Trenes Märklin analógicos
El sistema Märklin consistía inicialmente en el empleo de tres carriles, con un carril adicional en el centro de la vía entre los dos carriles de la vía real. Este carril se utilizaba  para la transmisión de la potencia eléctrica con el sistema de corriente alterna. Las locomotoras, y los vagones que lo requieren, obtienen la electricidad a través de un patín central que hace contacto con este carril, cerrando el circuito con las ruedas que hacen contacto con los carriles laterales.
Posteriormente este carril central se intentó esconder, convirtiéndolo en un conjunto de contactos que sobresalen del centro de la vía.
El sistema Märklin también permite la transmisión de la potencia a través del sistema de catenarias, simulando el tendido aéreo de las locomotoras eléctricas de la vida real.

## Trenes Märklin Digitales
Märklin Digital fue una de las primeras empresas de ferrocarriles en miniatura en introducir un sistema de control digital en sus modelos.

### Märklin k83
El Märklin k83 es uno de los componentes del sistema Märklin Digital para controlar sus trenes en miniatura. La dirección de cada módulo se fija mediante un interruptor DIP en el interior de la carcasa.

### Märklin k84
El módulo k84 de Märklin  dispone de 4 relés digitales, cada uno con 2 salidas mutuamente excluyentes. Esos módulos son utilizados para el interruptor de encendido y apagado.

## Galería

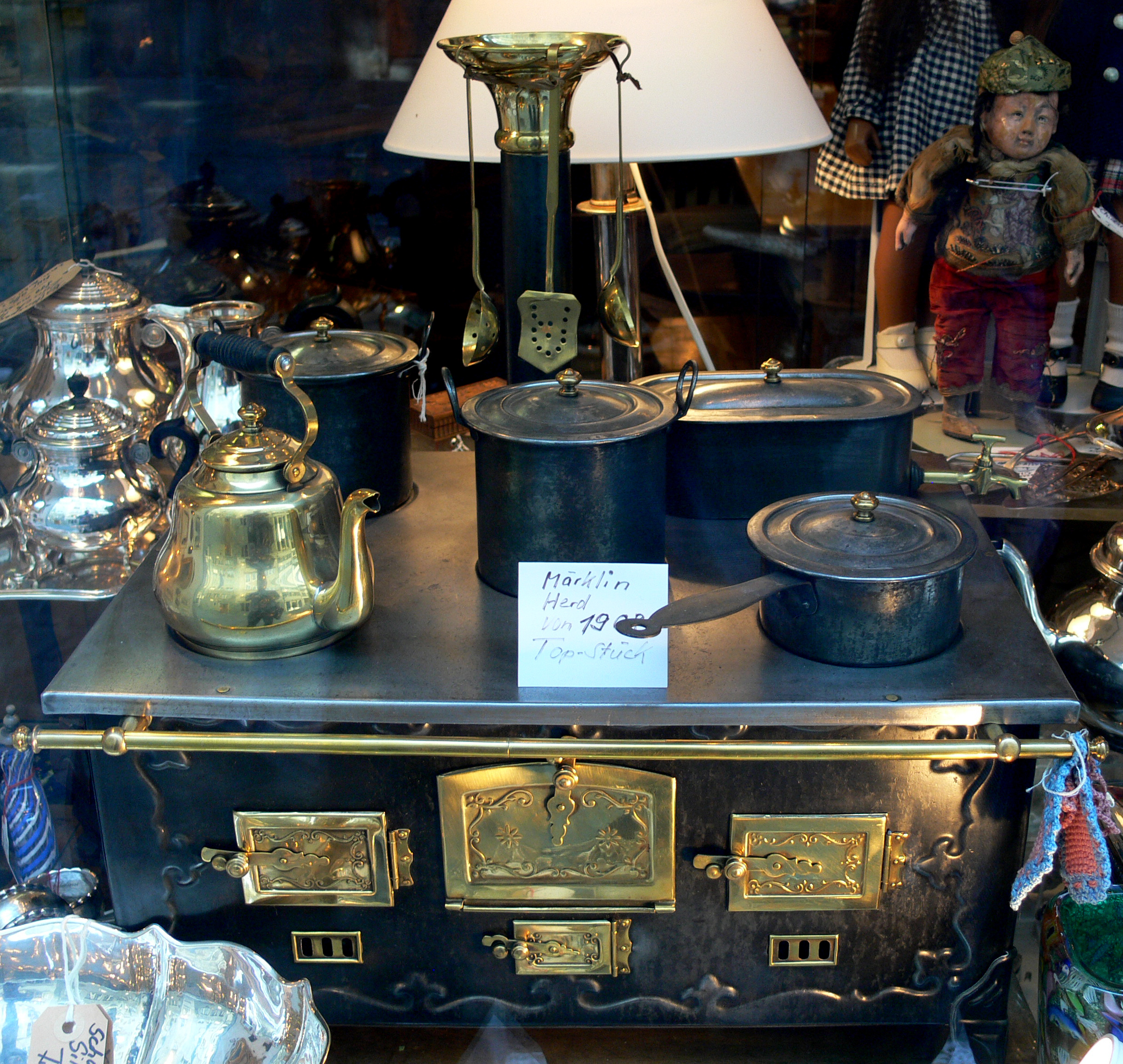
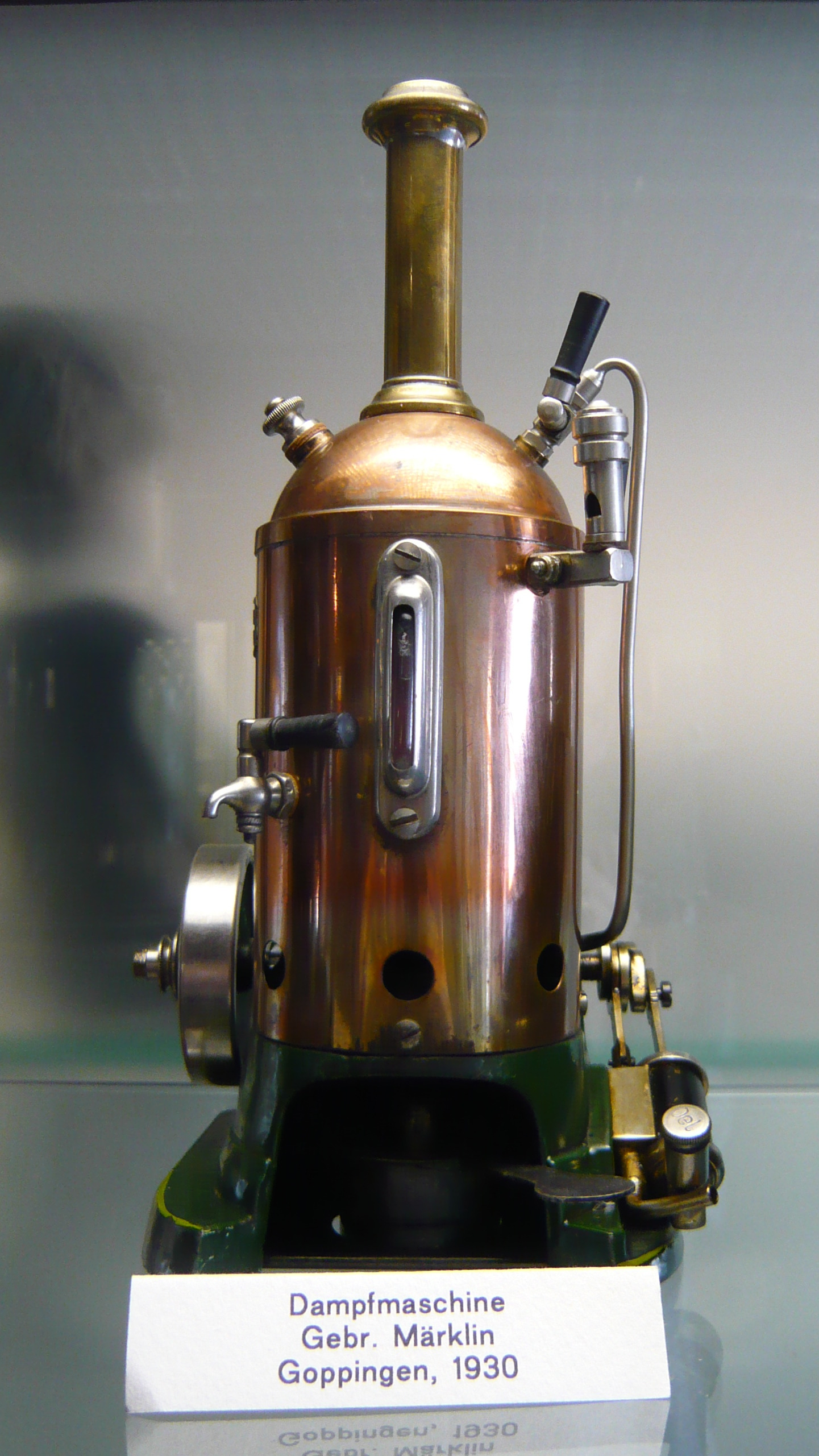
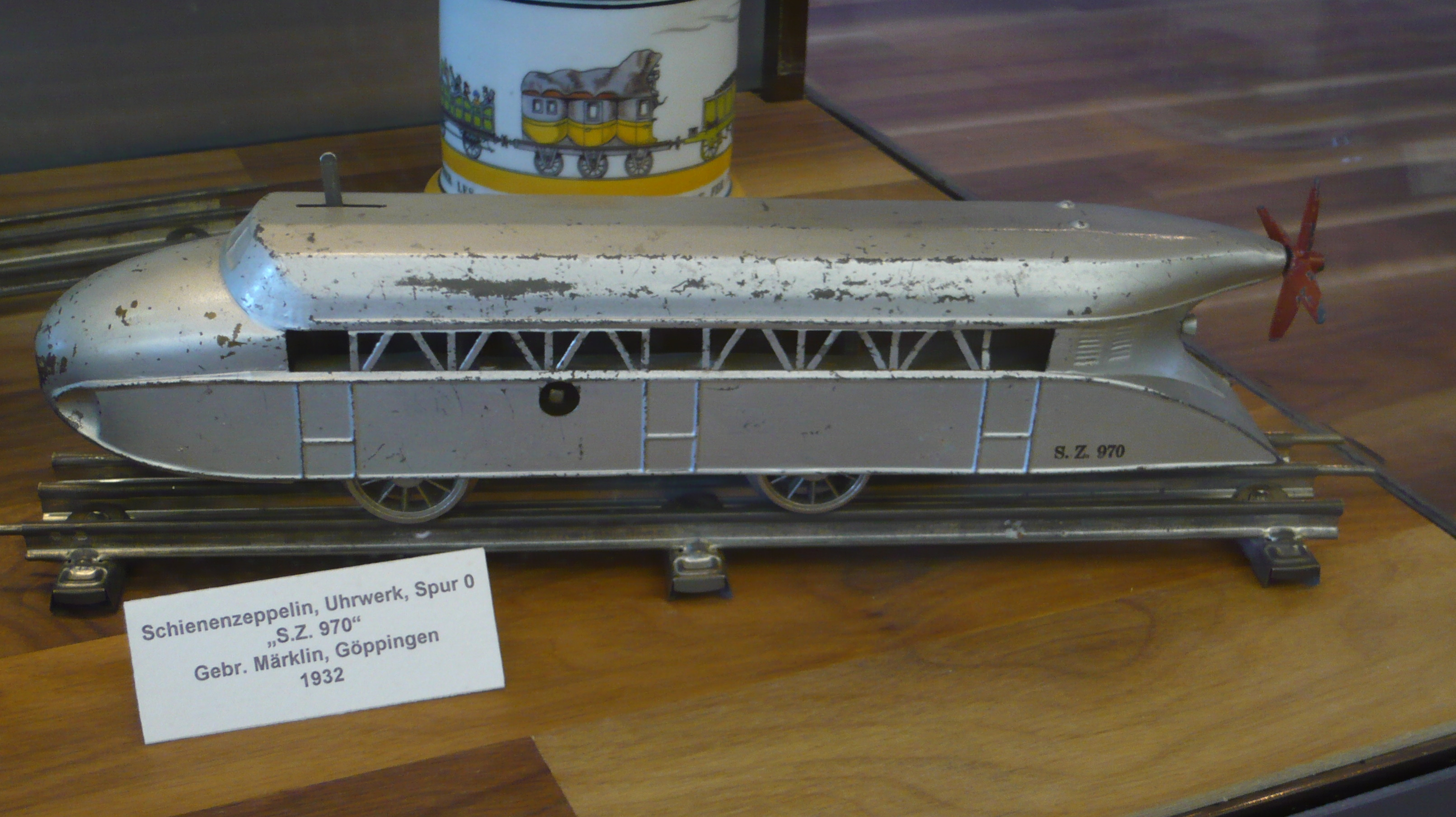
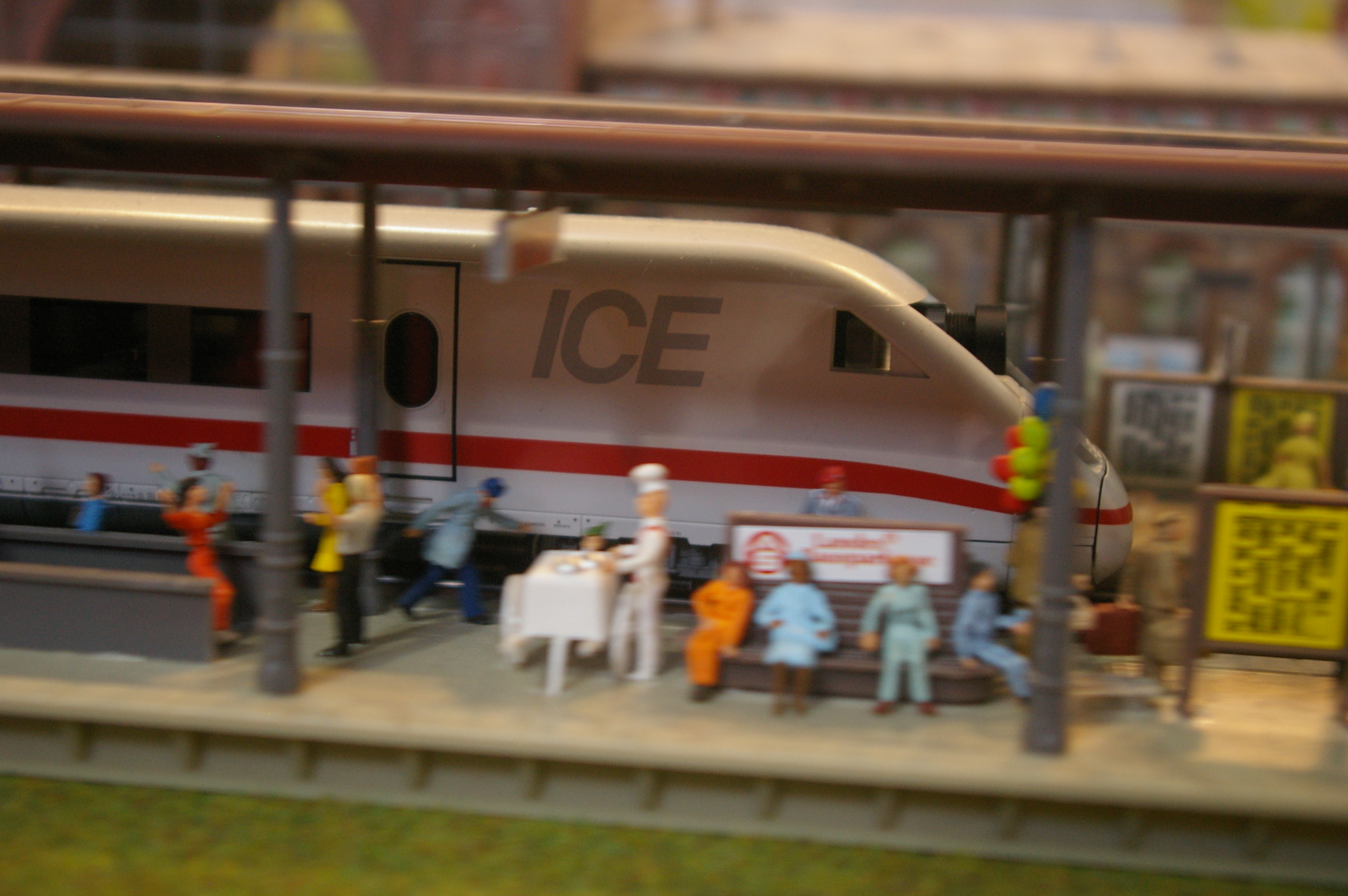